# Irlanda en los Juegos Olímpicos de Sídney 2000
Irlanda estuvo representada en los Juegos Olímpicos de Sídney 2000 por un total de 64 deportistas que compitieron en 10 deportes.  
La portadora de la bandera en la ceremonia de apertura fue la atleta Sonia O'Sullivan.

## Medallistas
El equipo olímpico irlandés obtuvo las siguientes medallas:
| Nombre           | Deporte   | Competición |
| ---------------- | --------- | ----------- |
| Oro              |           |             |
| —                |           |             |
| Plata            |           |             |
| Sonia O'Sullivan | Atletismo | 5000 m F    |
| Bronce           |           |             |
| —                |           |             |